# Guglielmo Pecori Giraldi
Guglielmo Pecori Giraldi (Borgo San Lorenzo, 18. svibnja 1856. – Firenza, 15. veljače 1941.) je bio talijanski maršal i vojni zapovjednik. Tijekom Prvog svjetskog rata zapovijedao je 1. armijom na Talijanskom bojištu.

## Obitelj
Guglielmo Pecori Giraldi je rođen 18. svibnja 1856. godine u Borgo San Lorenzu u uglednoj firentinskoj obitelji. Sin je Francesca Pecori Giraldija i Marie Gente. Guglielmov otac Francesco je imao aktivnu ulogu u Risorgimentu u kojem se borio u Bitci kod Curtatonea, te je kasnije postao prvim gradonačelnikom Borga San Lorenza u novoosnovanoj Kraljevini Italiji. Inače, Guglielmo je imao troje mlađe braće i to Alessandra, Galeazza i Alfreda, te sestru Gisellu. Od 1900. je bio oženjen s groficom Camillom Sebregondi, da bi kasnije sklopio brak s Lavinijom Morosini. U oba braka nije imao djece.

## Vojna karijera
Nakon završetka srednje škole, u studenom 1873. počinje pohađati Vojnu školu za pješaštvo i konjicu u Modeni, da bi iduće godine počeo pohađati Vojnu akademiju u Torinu. Nakon završetka iste,  1877., raspoređen je na službu u 11. topničku pukovniju u kojoj služi do 1879. kada je premješten u 2. topničku pukovniju gdje služi kao pobočnik. Te iste godine promaknut je u čin poručnika, dok čin satnika dostiže 1884. godine. Od veljače 1887. služi u Glavnom stožeru, nakon čega je na vlastiti zahtjev premješten u Afrički specijalni korpus u Eritreju. U ožujku 1889. vraća se Italiju gdje služi u korpusu smještenom u Napulju. Tijekom te službe, u prosincu 1891., unaprijeđen je u čin bojnika, nakon čega je upućen na službu u 78. pješačku pukovniju. U navedenoj pukovniji služi do 1895. nakon čega je upućen na dodatno školovanje u Alsace, Lorraine i Salzburg.

U veljači 1896. ponovno je upućen Eritreju. U Eritreju je upućen svega nekoliko tjedana prije nego što su talijanske snage pretrpjele težak poraz u Bitci kod Adue od strane etiopskih snaga u Prvom talijansko-etiopskom ratu. U Africi ostaje sve do 1898. služeći u najtežim dijelovima talijanske kolonije pokušavajući pritom reorganizirati talijansku vojsku uzdrmanu teškim porazom. Tijekom službe je u prosincu 1896. promaknut je u čin potpukovnika. U svibnju 1900. unaprijeđen je u čin pukovnika, a te iste godine imenovan je načelnikom stožera VIII. korpusa. Godine 1903. po treći puta je upućen u Eritreju gdje je zapovjednik kolonijalnih trupa te talijanske kolonije. U Italiju se vraća četiri godine poslije, 1907., gdje je u siječnju promaknut u čin general bojnika. U tom razdoblju zapovijeda Brigadama Pisa i Cuomo, da bi u srpnju 1911., pred početak Talijansko-turskog rata, postao zapovjednikom Divizije Messina sa zadatkom zauzimanja Libije tada pod osmanskom vlašću. Istodobno s tim imenovanjem promaknut je u čin general poručnika.
U Talijansko-turskom ratu talijanski kontingent je imao 34.000 vojnika raspoređenih u dvije divizije, od kojih je 1., Divizijom Messina, zapovijedao Pecori Giraldi. Međutim, talijanske operacije zbog logističke i taktičke nepripremljenosti nisu išle željenim tijekom što je izazvalo nezadovoljstvo talijanske vlade. Kada je 23. listopada 1911. došlo do pokolja talijanskih vojnika u oazi Sciara Sciat od strane muslimanskih pobunjenika lojalnih Osmanskom Carstvu, za što se smatralo odgovornim Pecori Giraldija, Pecori Giraldi je krajem 1911. odlukom ministra rata povučen iz Libije. Iako je u ožujku 1912. oslobođen odgovornosti, prisiljen je napustiti aktivnu službu, te je 7. ožujka 1912. umirovljen.

## Prvi svjetski rat
U ožujku 1915., pred ulazak Italije u rat na strani Antante, Pecori Giraldi je reaktiviran, te imenovan zapovjednikom 27. divizije koja se sastojala od Brigada Benevento i Campania. Zapovijedajući 27. divizijom sudjeluje u Drugoj bitci na Soči u kojoj se divizija istaknula boreći se na Monte Sei Busi. U kolovozu 1915. postaje zapovjednikom VII. korpusa kojim zapovijeda u Trećoj i Četvrtoj bitci na Soči.
Neposredno pred početak Tirolske ofenzive, 8. svibnja 1916., imenovan je zapovjednikom 1. armije zamijenivši na tom mjestu Roberta Brusatija. Iako je ubrzo nakon imenovanja započela austrougarska Tirolska ofenziva, uspio je istu zaustaviti. U lipnju 1918. zapovijedajući 1. armijom sudjeluje u suzbijanju nove austrougarske ofenzive u Bitci na Piavi, da bi nakon toga u listopadu probio austrougarske položaje i prodro u Trento u konačnom austrougarskom porazu u Bitci kod Vittoria Veneta.

## Poslije rata
Nakon završetka rata 3. studenog 1918. imenovan je prvim guvernerom Trentina koju dužnost je obnašao do 20. srpnja 1920. godine. U veljači 1919. imenovan je senatorom, a od tada je i član, a ujedno i zamjenik predsjednika, Vojnog vijeća koje je pomagalo vladi prilikom donošenja odluka koje su se odnosile na pitanja vojske. Dužnost zamjenika predsjednika Vojnog vijeća obnaša do rujna 1919. kada daje ostavku. U studenom te iste godine zajedno s Badogliom, Cavigliom i Giardinom promaknut je u čin generala armije, tada najviši vojni čin u talijanskoj vojsci.
U lipnju 1926. promaknut je u čin maršala, a od te iste godine je ponovno obnaša dužnost guvernera Trentina. Godine 1929. imenovan je doživotnim senatorom. Osnovao je i predsjedao Zakladom 3. studeni koja je pomagala obiteljima poginulih pripadnika 1. armije. Navedena zaklada je pod njegovim predsjedanjem podigla Kosturnicu Pasubio u koju su pokopani posljednji ostaci 5.146 talijanskih i 40 austrougarskih vojnika. 
Preminuo je 15. veljače 1941. godine u 85. godini života u Firenzi. Pokopan je u obiteljskoj grobnici, ali su 1953. prema njegovoj posljednjoj želji njegovi posmrtni ostaci premješteni i pokopani u Kosturnicu Pasubio. Njegovim imenom nazvana je jedna ulica u Firenzi.

## Vanjske poveznice
(tal.) Guglielmo Pecori Giraldi na stranici Treccani.it

(tal.) Guglielmo Pecori Giraldi na stranici Senato.it  Arhivirana inačica izvorne stranice od 28. siječnja 2016. (Wayback Machine)

(rus.) Guglielmo Pecori Giraldi na stranici Hrono.ru